# Parachernes argentinus
Espèce
Parachernes argentinus est une espèce de pseudoscorpions de la famille des Chernetidae.

## Distribution
Cette espèce est endémique d'Argentine.

## Description
Les femelles mesurent de 2,5 à 2,7 mm.

## Publication originale
- Beier, 1967 : Zwei neue Chernetiden (Pseudoscorp.) von Argentinien. Annalen des Naturhistorischen Museums in Wien, vol. 70, p. 95-98 (texte intégral).